# Robbie Henshaw

a Compétitions nationales et continentales officielles uniquement.

b Matchs officiels uniquement.
Dernière mise à jour le 22 septembre 2024.
Robbie Henshaw, né le 12 juin 1993 à Athlone en Irlande, est un  international irlandais de rugby à XV jouant principalement au poste de centre. Il commence sa carrière professionnelle en 2012 dans l'équipe province du Connacht avec laquelle il remporte son premier titre en Pro12 en 2016. À la fin de la saison, il rejoint le Leinster. Il évolue également en équipe nationale depuis 2013.

## Biographie

### Jeunesse et formation
Robbie Henshaw est né dans la petite ville irlandaise de Athlone sur le fleuve Shannon qui marque la frontière entre deux comtés différents, le Westmeath à l'ouest et la Roscommon à l'est, mais aussi entre deux provinces, le Leinster et le Connacht. Robbie Henshaw grandit dans la banlieue nord de la ville, et étudie au Marist College. Il est alors nommé capitaine de l'équipe de son école et remporte en 2012 la Connacht Senior Cup que son école n'avait plus remporté depuis 35 ans.
En plus du rugby, Robbie Henshaw joue au football gaélique. Il est sélectionné à 18 ans pour jouer avec l'équipe sénior de la ville puis dans l'équipe réserve du comté, Westmeath GAA, en 2010 et 2011,.
Il est ensuite repéré par l'équipe de sa province, le Connacht Rugby, avec laquelle il emporte en 2011 le grand chelem dans le championnat inter-provinciale des moins de 20 ans. Ses performances lui permettent alors d'intégrer le centre de formation du Connacht pour la saison 2012-2013.

### Carrière professionnelle
Robbie Henshaw est appelé pour la première fois par son entraîneur, Eric Elwood, avec l'équipe professionnel du club. Il joue son premier match de Pro12 le 1er septembre 2012, rentrant en jeu à la place de Eoin Griffin au poste de second centre pour la première journée de championnat contre les gallois des Cardiff Blues.
Après des débuts avec le quinze irlandais en tant que titulaire au poste d'arrière face aux États-Unis en juin 2013, il connait une deuxième sélection lors de cette tournée en Amérique du Nord, face au Canada en tant que remplaçant au poste de centre. C'est également à ce poste, toujours en remplaçant, qu'il rencontre l'Australie en novembre de la même année.
Durant le tournoi des Six Nations 2014, le sélectionneur irlandais Joe Schmidt l'utilise en tant que 24e homme, non aligné sur la feuille de match, pour que le jeune joueur puisse bénéficier de l'expérience de Brian O'Driscoll qui dispute son dernier tournoi. En novembre de la même année, il obtient ses premières titularisations au poste de centre lors des deux tests face à l'Afrique du Sud et l'Australie, deux victoires de l'équipe irlandaise.
Il joue son premier match dans le tournoi lors de l'édition 2015 face à l'Italie. Après deux victoires, face aux Italiens puis aux Français, il inscrit son premier essai international lors du match suivant face aux Anglais, essai qui sécurise la troisième victoire consécutive dans le tournoi, la dixième consécutive pour l'équipe d'Irlande. Malgré une défaite face aux Gallois, les Irlandais remportent le tournoi en s'imposant lors de la dernière journée face à l'Écosse.
Robbie Henshaw est ensuite appelé par Joe Schmidt pour la coupe du monde 2015 qui se dispute en Angleterre.
Le 16 février 2016, alors que Robbie Henshaw dispute le tournoi des Six Nations 2016, il annonce qu'il ne prolongera pas son contrat avec le Connacht et qu'il s'engagera avec l'équipe du Leinster.
Il remporte le Pro12 à la fin de l'année face à son futur club le Leinster sur le score de 20-10 à Murrayfield. Il s'agit de son premier titre de club et du premier titre de la province de Connacht.
En 2021-2022, sa province, le Leinster, se qualifie dans un premier temps en finale de la Coupe d'Europe après avoir éliminé le Connacht, Leicester et le Stade toulousain. En finale, face au Stade rochelais, il est titulaire mais son équipe est battue sur le score de 21 à 24. En United Rugby Championship, le Leinster est éliminé en demi-finale par l'équipe sud-africaine des Bulls.
Encore une fois en 2022-2023, son équipe est dans un premier temps éliminée en demi-finale du United Rugby Championship par le Munster qui remportera la compétition. Toutefois, la province se qualifie en finale de la Champions Cup où elle affronte le Stade rochelais pour la seconde année consécutive. Pour cette rencontre, Robbie Henshaw est titulaire mais les Rochelais l'emportent une fois de plus, sur le score de 27 à 26. Il perd ainsi sa deuxième finale dans la compétition en deux ans,. Avec le XV du Trèfle, il n'est tout d'abord pas convoqué en équipe d'Irlande par Andy Farrell pour disputer le Tournoi des Six Nations 2023 à cause d'une blessure à un poignet. Il fait son retour pour la quatrième journée du tournoi face à l'Écosse. Il joue donc les deux derniers matchs du tournoi en tant que titulaire et l'Irlande remporte la compétition en réalisant le Grand Chelem.
Fin mai 2023, il est présélectionné dans un groupe de 42 joueurs pour préparer la Coupe du monde 2023 avec son pays,.
En janvier 2024, il est sélectionné pour le Tournoi des Six Nations.
Durant la saison 2024-2025, son équipe remporte la finale du United Rugby Championship en battant les Sud-Africains des Bulls sur le score de 32 à 7. Il s'agit du premier titre gagné par le Leinster depuis 2021, après de nombreuses finales perdues.

## Statistiques
Au 5 mars 2025, Robbie Henshaw compte 81 sélections avec l'Irlande, dont 70 en tant que titulaire, depuis sa première sélection le 8 juin 2013 à Houston face à l'équipe des États-Unis.  Il inscrit 50 points soit 10 essais.
Il participe à neuf éditions du Tournoi des Six Nations, en 2015, 2016, 2017, 2018, 2019, 2020, 2021, 2022 et 2023.
Il participe à deux édition de la Coupe du monde, en 2015 où il joue trois rencontres, face l'Italie, la France et l'Argentine. En 2019, il dispute deux rencontres contre les Samoa et la Nouvelle-Zélande.

## Palmarès

### En province
- Connacht
  - Vainqueur du Pro12 en 2016.

- Leinster
  - Vainqueur du Pro14/United Rugby Championship en 2018, 2019, 2020, 2021 et 2025.
  - Vainqueur de la Coupe d'Europe en 2018.
  - Finaliste de la Coupe d'Europe/Champions Cup en 2019, 2022, 2023 et 2024.

### En sélection nationale
- Irlande
  - Vainqueur du Tournoi des Six Nations en 2018 (Grand Chelem), 2023 (Grand Chelem) et 2024.